# Cylistosoma perexiguum
Cylistosoma perexiguum är en skalbaggsart som först beskrevs av Desbordes 1916.  Cylistosoma perexiguum ingår i släktet Cylistosoma och familjen stumpbaggar. Inga underarter finns listade i Catalogue of Life.